# Schweizer Badmintonmeisterschaft 2015
Die Schweizer Badmintonmeisterschaft 2015 fand vom 29. Januar bis zum 1. Februar 2015 im Pavillon des Sportes in La Chaux-de-Fonds statt.

## Medaillengewinner
| Disziplin    | Gold                               | Silber                         | Bronze                             |
| ------------ | ---------------------------------- | ------------------------------ | ---------------------------------- |
| Herreneinzel | Christoph Heiniger                 | Olivier Andrey                 | Julian Lehmann                     |
| Herreneinzel | Christoph Heiniger                 | Olivier Andrey                 | Oliver Colin                       |
| Dameneinzel  | Sabrina Jaquet                     | Ayla Huser                     | Nicole Ankli                       |
| Dameneinzel  | Sabrina Jaquet                     | Ayla Huser                     | Cendrine Hantz                     |
| Herrendoppel | Mathias Bonny Oliver Schaller      | Florian Schmid Roger Schmid    | Christoph Heiniger Thomas Heiniger |
| Herrendoppel | Mathias Bonny Oliver Schaller      | Florian Schmid Roger Schmid    | Christian Kirchmayr Joshua Panier  |
| Damendoppel  | Ayla Huser Sabrina Jaquet          | Sarah Golay Corinne Metille    | Susanne Keller Yvonne Keller       |
| Damendoppel  | Ayla Huser Sabrina Jaquet          | Sarah Golay Corinne Metille    | Ornella Lanzarini Céline Tripet    |
| Mixed        | Anthony Dumartheray Sabrina Jaquet | Christian Bösiger Sanya Herzig | Roger Schmid Lea Maria Müller      |
| Mixed        | Anthony Dumartheray Sabrina Jaquet | Christian Bösiger Sanya Herzig | Oliver Schaller Céline Burkart     |